# Ingrandes (Maine-et-Loire)
Ingrandes ist eine ehemalige französische Gemeinde mit 1.689 Einwohnern (Stand: 1. Januar 2022) im Département Loire-Atlantique. Sie gehörte zum Arrondissement Angers. Die Bewohner werden Ingrandais und Ingrandaises genannt.
Der Erlass der Präfektin vom 31. Dezember 2015 legte mit Wirkung zum 1. Januar 2016 die Eingliederung von Ingrandes ohne Status einer Commune déléguée zusammen mit der früheren Gemeinde Le Fresne-sur-Loire zur neuen Commune nouvelle Ingrandes-Le Fresne sur Loire fest.

## Geographie
Ingrandes liegt etwa 29 Kilometer westsüdwestlich von Angers am westlichen Rand des Départements am rechten Ufer der Loire, die hier in einem breiten Tal von Ost nach West fließt. Die Romme mündet in einen Altarm der Loire unter dem Namen Boire de Champtocé.
Umgeben wird Ingrandes von den Nachbargemeinden und den Communes déléguées der Commune nouvelle:
| Saint-Sigismond (Commune déléguée)     |                                             |                     |
| Le Fresne-sur-Loire (Commune déléguée) | Kompassrose, die auf Nachbargemeinden zeigt | Champtocé-sur-Loire |
|                                        | Mauges-sur-Loire                            |                     |

## Bevölkerungsentwicklung
| Ingrandes: Einwohnerzahlen von 1793 bis 2021                                                                               | Ingrandes: Einwohnerzahlen von 1793 bis 2021 | Ingrandes: Einwohnerzahlen von 1793 bis 2021 | Ingrandes: Einwohnerzahlen von 1793 bis 2021 | Ingrandes: Einwohnerzahlen von 1793 bis 2021 |
| --- | -------------------------------------------- | -------------------------------------------- | -------------------------------------------- | -------------------------------------------- |
| Jahr |                                              |                                              |                                              | Einwohner                                    |
| 1793 | 1793                                         |                                              | 1.381                                        | 1.381                                        |
| 1800 | 1800                                         |                                              | 1.240                                        | 1.240                                        |
| 1806 | 1806                                         |                                              | 1.087                                        | 1.087                                        |
| 1821 | 1821                                         |                                              | 1.448                                        | 1.448                                        |
| 1831 | 1831                                         |                                              | 1.497                                        | 1.497                                        |
| 1836 | 1836                                         |                                              | 1.493                                        | 1.493                                        |
| 1841 | 1841                                         |                                              | 1.452                                        | 1.452                                        |
| 1846 | 1846                                         |                                              | 1.396                                        | 1.396                                        |
| 1851 | 1851                                         |                                              | 1.535                                        | 1.535                                        |
| 1856 | 1856                                         |                                              | 1.535                                        | 1.535                                        |
| 1861 | 1861                                         |                                              | 1.289                                        | 1.289                                        |
| 1866 | 1866                                         |                                              | 1.328                                        | 1.328                                        |
| 1872 | 1872                                         |                                              | 1.301                                        | 1.301                                        |
| 1876 | 1876                                         |                                              | 1.394                                        | 1.394                                        |
| 1881 | 1881                                         |                                              | 1.224                                        | 1.224                                        |
| 1886 | 1886                                         |                                              | 1.168                                        | 1.168                                        |
| 1891 | 1891                                         |                                              | 1.144                                        | 1.144                                        |
| 1896 | 1896                                         |                                              | 1.180                                        | 1.180                                        |
| 1901 | 1901                                         |                                              | 1.202                                        | 1.202                                        |
| 1906 | 1906                                         |                                              | 1.187                                        | 1.187                                        |
| 1911 | 1911                                         |                                              | 1.123                                        | 1.123                                        |
| 1921 | 1921                                         |                                              | 1.062                                        | 1.062                                        |
| 1926 | 1926                                         |                                              | 1.063                                        | 1.063                                        |
| 1931 | 1931                                         |                                              | 1.071                                        | 1.071                                        |
| 1936 | 1936                                         |                                              | 1.094                                        | 1.094                                        |
| 1946 | 1946                                         |                                              | 1.132                                        | 1.132                                        |
| 1954 | 1954                                         |                                              | 1.132                                        | 1.132                                        |
| 1962 | 1962                                         |                                              | 1.323                                        | 1.323                                        |
| 1968 | 1968                                         |                                              | 1.429                                        | 1.429                                        |
| 1975 | 1975                                         |                                              | 1.517                                        | 1.517                                        |
| 1982 | 1982                                         |                                              | 1.450                                        | 1.450                                        |
| 1990 | 1990                                         |                                              | 1.410                                        | 1.410                                        |
| 1999 | 1999                                         |                                              | 1.418                                        | 1.418                                        |
| 2006 | 2006                                         |                                              | 1.552                                        | 1.552                                        |
| 2013 | 2013                                         |                                              | 1.661                                        | 1.661                                        |
| 2021 | 2021                                         |                                              | 1.689                                        | 1.689                                        |
| Quelle(n): EHESS/Cassini bis 1999, INSEE ab 2006 Anmerkung(en): Ab 1962 offizielle Zahlen ohne Einwohner mit Zweitwohnsitz |                                              |                                              |                                              |                                              |

## Sehenswürdigkeiten
- Brücke über die Loire
- Mündung der Romme in die Loire

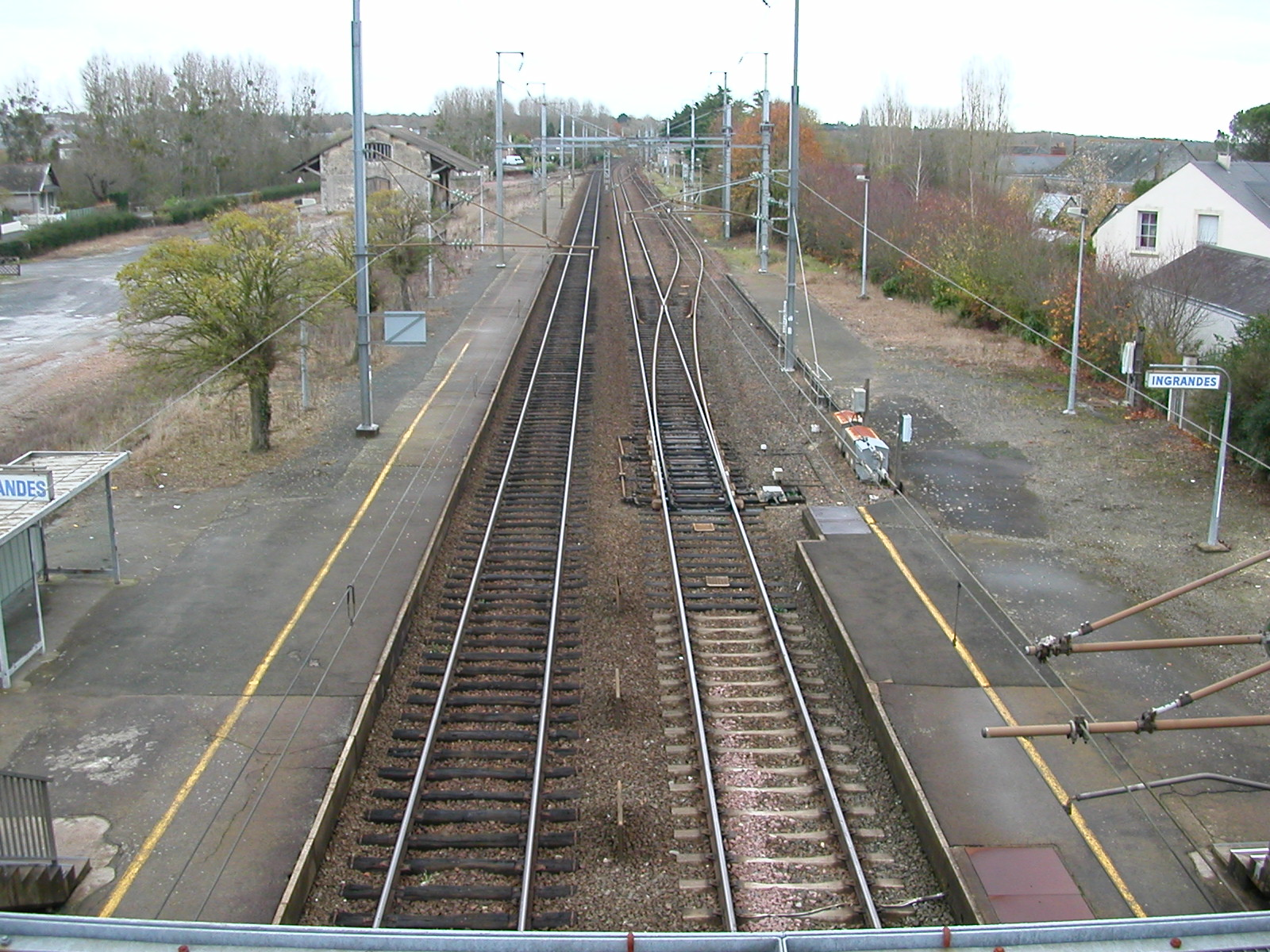
Die Bahnstrecke Tours–Saint-Nazaire mit dem Haltepunkt von Ingrandes
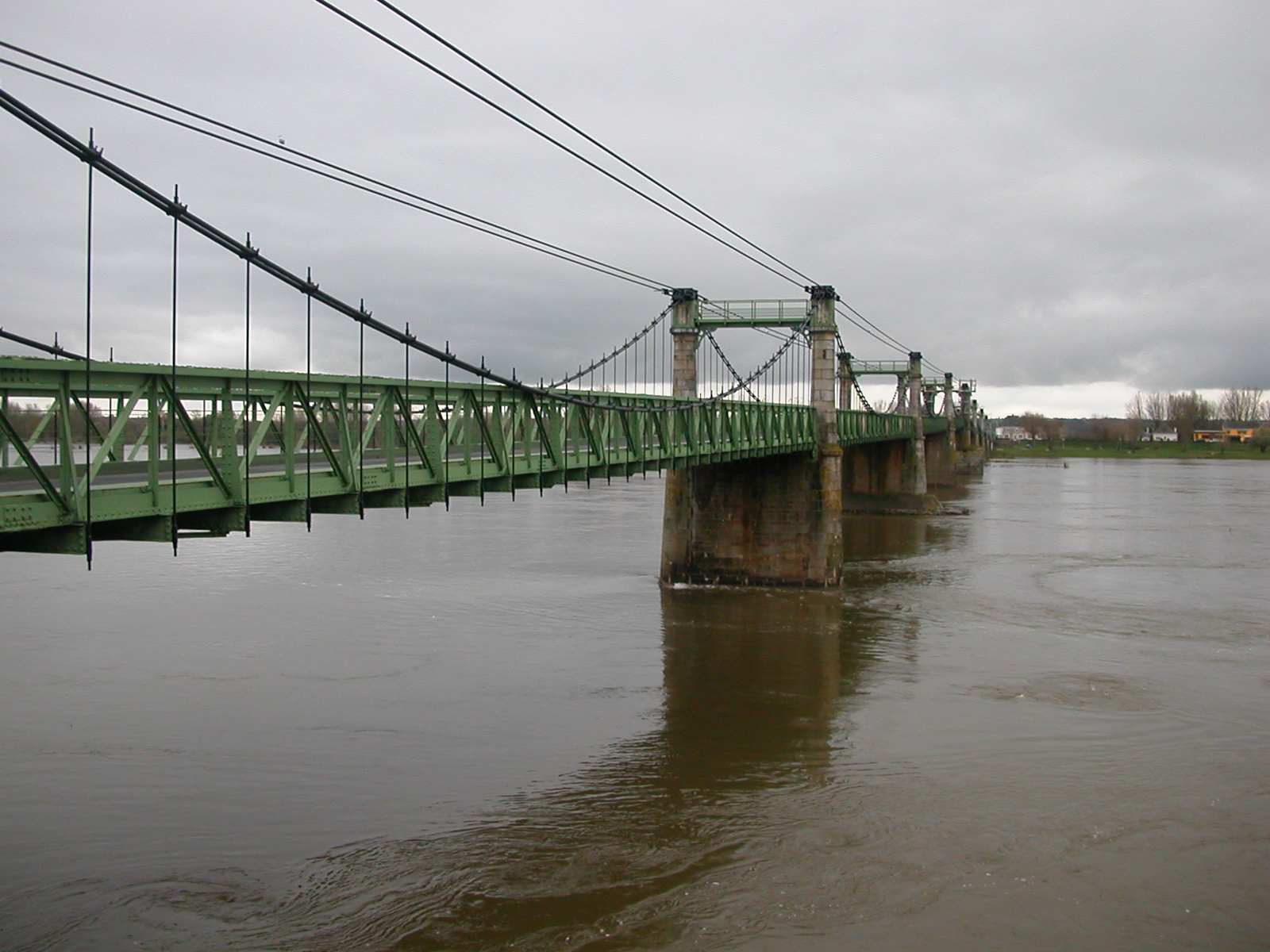
Brücke über die Loire
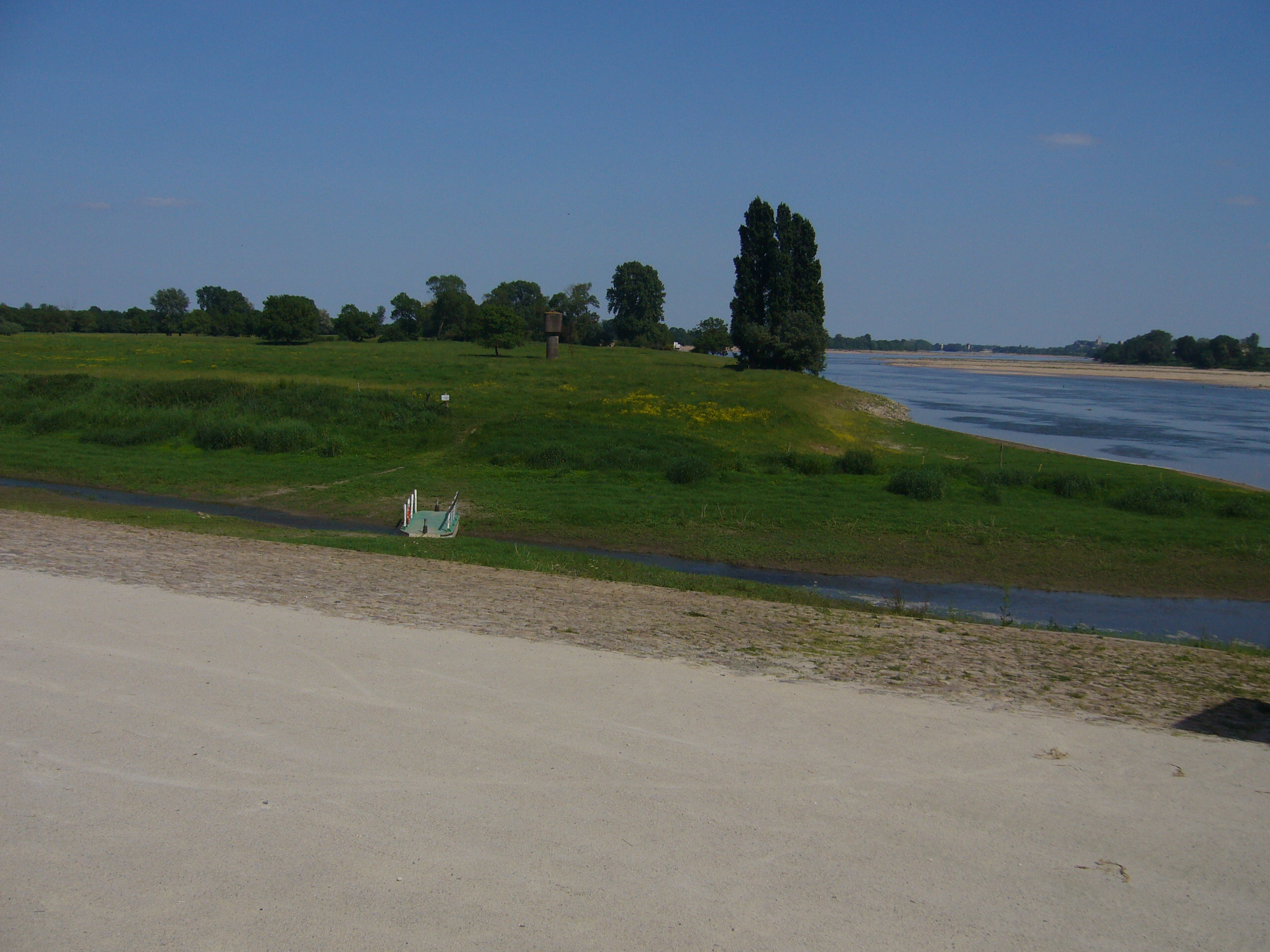
Mündung der Romme in die Loire

## Weinbau
Der Ort gehört zum Weinbaugebiet Anjou.